# Liden Films
Liden Films, Inc.  (jap. 株式会社ライデンフィルム Kabushiki gaisha Raiden Firumu; zapis stylizowany: LIDENFILMS) – japońskie studio animacji i przedsiębiorstwo produkcyjne z siedzibą główną w Kamiogi w dzielnicy Suginami w Tokio. Posiada również studia w Kioto i Osace.

## Historia
Liden Films zostało założone 22 lutego 2012 roku i wkrótce potem dołączyło do holdingu Ultra Super Pictures wraz ze studiami Trigger, Sanzigen oraz Ordet. Aktualnie firmę reprezentuje Tetsurou Satomi.
Studio rozrosło się i obecnie dzieli się na cztery oddziały poza główną siedzibą w Suginami: Liden Films Kyoto Studio (jap. ライデンフィルム京都スタジオ Raiden Firumu Kyōto Sutajio), powstałe w 2015; Liden Films Osaka Studio (jap. ライデンフィルム大阪スタジオ Raiden Firumu Ōsaka Sutajio),  założone w 2013; oraz dwa studia znajdujące się w Tokio: Liden Films Tokyo 1st Studio (jap. ライデンフィルム東京第一スタジオ Raiden Firumu Tōkyō Dai Ichi Sutajio) i Liden Films Tokyo 2nd Studio (jap. ライデンフィルム東京第二スタジオ Raiden Firumu Tōkyō Dai Ni Sutajio). W 2016 roku Kyoto Studio wyprodukowało swoją własną, niezależną serię anime, a w 2020 roku na podobny krok zdecydowało się studio z Osaki.

## Produkcje

### Anime
| Tytuł                                                               | Reżyser(zy)                | Początek pierwszej emisji | Koniec pierwszej emisji  | Odcinki     | Uwagi |
| ------------------------------------------------------------------- | -------------------------- | ------------------------- | ------------------------ | ----------- | --- |
| Senyu                                                               | Yutaka Yamamoto            | 8 stycznia 2013(dts)      | 2 kwietnia 2013(dts)     | 13          | Adaptacja mangi autorstwa Robinsona Haruhary. We współpracy z Ordet.                                                        |
| Aiura                                                               | Ryōsuke Nakamura           | 10 kwietnia 2013(dts)     | 26 czerwca 2013(dts)     | 12          | Adaptacja mangi autorstwa Chamy.                                                                                            |
| Senyu 2                                                             | Yutaka Yamamoto            | 2 lipca 2013(dts)         | 24 września 2013(dts)    | 13          | Sequel Senyu. We współpracy z Ordet.                                                                                        |
| Miss Monochrome: The Animation                                      | Yoshiaki Iwasaki           | 1 października 2013(dts)  | 18 grudnia 2015(dts)     | 39          | Na podstawie postaci wykreowanej i dubbingowanej przez japońską piosenkarkę i seiyū Yui Horie. We współpracy z Sanzigen.    |
| Wooser's Hand-to-Mouth Life: Awakening Arc                          | Toyonori Yamada            | 7 stycznia 2014(dts)      | 25 marca 2014(dts)       | 12          | Sequel Wooser's Hand-to-Mouth Life. We współpracy z Sanzigen.                                                               |
| Terra Formars                                                       | Hiroshi Hamasaki           | 26 września 2014(dts)     | 19 grudnia 2014(dts)     | 13          | Adaptacja serii mang autorstwa Yū Sasugi.                                                                                   |
| The Heroic Legend of Arslan                                         | Noriyuki Abe               | 5 kwietnia 2015(dts)      | 27 września 2015(dts)    | 25          | Adaptacja serii powieści autorstwa Yoshiki Tanaki. We współpracy z Sanzigen.                                                |
| Yamada-kun and the Seven Witches                                    | Seiki Takuno               | 12 kwietnia 2015(dts)     | 28 czerwca 2015(dts)     | 12          | Adaptacja serii mang autorstwa Miki Yoshikawy.                                                                              |
| Sekkō Boys                                                          | Seiki Takuno               | 8 stycznia 2016(dts)      | 25 marca 2016(dts)       | 12          | Praca własna. |
| Schwarzesmarken                                                     | Tetsuya Watanabe           | 10 stycznia 2016(dts)     | 27 marca 2016(dts)       | 12          | Prequel-spinoff Muv-Luv Alternative. We współpracy z ixtl.                                                                  |
| Kanojo to Kanojo no Neko: Everything Flows                          | Kazuya Sakamoto            | 4 marca 2016(dts)         | 25 marca 2016(dts)       | 4           | Na podstawie OVA autorstwa Makoto Shinkaiego. Animowane przez Liden Films Kyoto Studio.                                     |
| Terra Formars: Revenge                                              | Michio Fukuda              | 1 kwietnia 2016(dts)      | 24 czerwca 2016(dts)     | 13          | Sequel Terra Formars. We współpracy z TYO Animations.                                                                       |
| Berserk                                                             | Shin Itagaki               | 1 lipca 2016(dts)         | 23 czerwca 2017(dts)     | 24          | Adaptacja serii mang autorstwa Kentarō Miury. We współpracy z Millepensee i GEMBA.                                          |
| The Heroic Legend of Arslan: Dust Storm Dance                       | Noriyuki Abe               | 3 lipca 2016(dts)         | 21 sierpnia 2017(dts)    | 8           | Sequel The Heroic Legend of Arslan.                                                                                         |
| Poco's Udon World                                                   | Seiki Takuno               | 9 października 2016(dts)  | 25 grudnia 2016(dts)     | 12          | Adaptacja serii mang autorstwa Nodoki Shinomaru.                                                                            |
| Akashic Records of Bastard Magic Instructor                         | Minato Kazuto              | 4 kwietnia 2017(dts)      | 20 czerwca 2017(dts)     | 12          | Adaptacja serii powieści autorstwa Tarō Hitsujiego.                                                                         |
| Love and Lies                                                       | Seiki Takuno               | 4 lipca 2017(dts)         | 19 września 2017(dts)    | 12          | Adaptacja serii mang autorstwa Musawo.                                                                                      |
| Killing Bites                                                       | Yasuto Nishikata           | 13 stycznia 2018(dts)     | 31 marca 2018(dts)       | 12          | Adaptacja serii mang autorstwa Shinya Muraty.                                                                               |
| Layton Mystery Tanteisha: Katori no Nazotoki File                   | Susumu Mitsunaka           | 8 kwietnia 2018(dts)      | 31 marca 2019(dts)       | 50          | Na podstawie gry komputerowej studia Level-5 – Layton's Mystery Journey.                                                    |
| Hanebado!                                                           | Shinpei Ezaki              | 2 lipca 2018(dts)         | 1 października 2018(dts) | 13          | Adaptacja serii mang autorstwa Kōsuke Hamady.                                                                               |
| Phantom in the Twilight                                             | Kunihiro Mori              | 10 lipca 2018(dts)        | 25 września 2018(dts)    | 12          | Własna twórczość. |
| Kishuku gakkō no Juliet                                             | Seiki Takuno               | 6 października 2018(dts)  | 22 grudnia 2018(dts)     | 12          | Adaptacja serii mang autorstwa Yōsuke Kanedy.                                                                               |
| As Miss Beelzebub Likes                                             | Minato Kazuto              | 11 października 2018(dts) | 27 grudnia 2018(dts)     | 12          | Adaptacja serii mang autorstwa matoby.                                                                                      |
| Magical Girl Spec-Ops Asuka                                         | Hideyo Yamamoto            | 12 stycznia 2019(dts)     | 30 marca 2019(dts)       | 12          | Adaptacja serii mang autorstwa Makoto Fukamy.                                                                               |
| Midnight Occult Civil Servants                                      | Tetsuya Watanabe           | 7 kwietnia 2019(dts)      | 23 czerwca 2019(dts)     | 12          | Adaptacja serii mang autorstwa Yōko Tamotsu.                                                                                |
| Magical Sempai                                                      | Fumiaki Usui               | 2 lipca 2019(dts)         | 17 września 2019(dts)    | 12          | Adaptacja serii mang autorstwa Azu.                                                                                         |
| After School Dice Club                                              | Kenichi Imaizumi           | 2 października 2019(dts)  | 18 grudnia 2019(dts)     | 12          | Adaptacja serii mang autorstwa Hirō Nakamichiego.                                                                           |
| Tenka Hyakken ~Meiji-kan e Yōkoso!~                                 | Daisuke Hashimoto          | 13 października 2019(dts) | 29 grudnia 2019(dts)     | 12          | Na podstawie franczyzy Tenka Hyakken Kadokawy.                                                                              |
| Rebirth                                                             | Shinobu Yoshioka           | 5 stycznia 2020(dts)      | 30 czerwca 2021(dts)     | 50          | Na podstawie franczyzy kart kolekcjonerskich Rebirth for you produkcji Bushiroad. Animowane przez Liden Films Osaka Studio. |
| Woodpecker Detective's Office                                       | Shinpei Ezaki Tomoe Makino | 13 kwietnia 2020(dts)     | 29 czerwca 2020(dts)     | 12          | Adaptacja powieści autorstwa Kei Ii.                                                                                        |
| Otherside Picnic                                                    | Takuya Satō                | 4 stycznia 2021(dts)      | 22 marca 2021(dts)       | 12          | Adaptacja serii powieści yuri autorstwa Iori Miyazawy. Współprodukcja z Felix Film.                                         |
| Suppose a Kid from the Last Dungeon Boonies Moved to a Starter Town | migmi                      | 4 stycznia 2021(dts)      | 22 marca 2021(dts)       | 12          | Adaptacja serii powieści autorstwa Toshio Satō.                                                                             |
| Hortensia Saga                                                      | Yasuto Nishikata           | 7 stycznia 2021(dts)      | 25 marca 2021(dts)       | 12          | Na podstawie mobilnej gry RPG wyprodukowanej przez Segę.                                                                    |
| Cells at Work! Code Black                                           | Hideyo Yamamoto            | 10 stycznia 2021(dts)     | 21 marca 2021(dts)       | 13          | Adaptacja serii mang autorstwa Shigemitsu Harady i ilustrowanych przez Issei Hatsuyoshiego. Spin-off Cells at Work!.        |
| Farewell, My Dear Cramer                                            | Seiki Takuno               | 4 kwietnia 2021(dts)      | 27 czerwca 2021(dts)     | 13          | Adaptacja serii mang autorstwa Naoshi Arakawy.                                                                              |
| Seven Knights Revolution: Hero Successor                            | Kazuya Ichikawa            | 5 kwietnia 2021(dts)      | 21 czerwca 2021(dts)     | 12          | Na podstawie mobilnej gry RPG wyprodukowanej przez Netmarble. Współprodukcja z DOMERICA.                                    |
| Tokyo Revengers                                                     | Koichi Hatsumi             | 11 kwietnia 2021(dts)     | w emisji                 | w emisji    | Adaptacja serii mang autorstwa Ken Wakuiego.                                                                                |
| Build Divide -#00000 (Code Black)-                                  | Yuki Komada                | października 2021(dts)    | nieznana                 | w produkcji | Na podstawie powstającej franczyzy kart kolekcjonerskich Build Divide autorstwa Aniplex.                                    |
| Di Gi Charat Mini Anime                                             | Hiroaki Sakurai            | nieznana                  | nieznana                 | nieznana    | Na podstawie franczyzy zabawek firmy Broccoli.                                                                              |
| Saiyuki Reload: Zeroin                                              | nieznany                   | nieznana                  | nieznana                 | nieznana    | Sequel Saiyuki Reload Blast.                                                                                                |

### Filmy animowane
- New Initial D the Movie – Legend 1: Awakening (23 sierpnia 2014) – współprodukcja z Sanzigen[28]
- Cardfight!! Vanguard: The Movie (13 września 2014)
- New Initial D the Movie – Legend 2: Racer (23 maja 2015) – współprodukcja z Sanzigen[28]
- New Initial D the Movie – Legend 3: Half Awake, Half Asleep (6 lutego 2016) – współprodukcja z Sanzigen[29]
- Monster Strike The Movie (12 grudnia 2016)[30]
- Happy-Go-Lucky Days (23 października 2020) – animowane przez Liden Films Kyoto Studio[31]
- Farewell, My Dear Cramer: First Touch (11 czerwca 2021)
- Child of Kamiari Month (2021)[32]

### OVA/ONA
- Terra Formars: Bugs 2 (20 sierpnia 2014 – 28 listopada 2014) – 2 odcinki
- Yamada-kun and the Seven Witches (17 grudnia 2014 – 15 maja 2015) – 2 odcinki[33]
- The Heroic Legend of Arslan (9 maja 2016 – 9 listopada 2016) – 2 odcinki
- Monster Sonic! D’Artagnan’s Rise to Fame (14 czerwca 2017 – 19 lipca 2017) – 5 odcinków
- Monster Strike: A Rhapsody Called Lucy -The Very First Song- (2017) – 1 odcinek; animowane przez Liden Films Kyoto Studio
- Lost Song (31 marca 2018 – 16 czerwca 2018) – współprodukcja z Dwango, 12 odcinków
- Terra Formars: Earth Arc (17 sierpnia 2018 – 19 listopada 2018) – współprodukcja z Yumeta Company, 2 odcinki
- Love and Lies (9 listopada 2018) – 2 odcinki
- Midnight Occult Civil Servants (25 września 2019 – 22 listopada 2019) – 3 odcinki
- Blade of the Immortal – Immortal – (10 października 2019 – 25 marca 2020) – 24 odcinki[34]
- Arad Senki: The Wheel of Reversal (23 kwietnia 2020 – 30 lipca 2020) – 16 odcinków[35]